# Giovanni Malfitano
Giovanni Malfitano est un chimiste, microbiologiste et philosophe italien né le 2 octobre 1872 à Syracuse et mort le 6 avril 1941 à Paris.

## Biographie

### Naissance et études
Giovanni Malfitano est né à Syracuse, de Carmelo Malfitano et Santa Veneziano. Il était le dernier de sept frères. De 1882 à 1890, il fréquenta le lycée Tommaso Gargallo (it), où il commença à nourrir son intérêt pour les sujets scientifiques. Déjà à un très jeune âge, il fréquentait une pharmacie bien connue dans le centre historique de sa ville natale, acquérant un intérêt considérable pour la chimie et la biologie. Il s'est donc inscrit à la faculté de chimie de l'Université de Catane pour assister aux leçons du professeur Alberto Peratoner (it). Malfitano a poursuivi ses études universitaires à Palerme, où il a déménagé en 1892, à la suite de Peratoner, et a obtenu son diplôme en 1894 dans la capitale sicilienne.
En 1895, il décide d'abandonner la Sicile pour s'installer à Milan, où il se lance dans une courte carrière dans le domaine de la chimie industrielle, dans les usines Pirelli. Parallèlement, il fréquente l'école de microbiologie de l'Université de Pavie, dirigée à l'époque par Camillo Golgi, futur prix Nobel de médecine en 1906. Stimulé par cet environnement favorable, Malfitano a publié son premier essai en 1897: Comportement des microorganismes sous l'effet de la compression gazeuse. De cette façon, le jeune syracusain a commencé à être remarqué par ses collègues et professeurs, à la fois pour le sujet de ses études et pour son caractère disponible et lumineux, comme le rappelle Antonio Pensa (it), un célèbre anatomiste milanais, dans son livre.

### L'installation à Paris
La carrière du jeune Malfitano prend un tournant définitif en 1899, lorsque, lors d'un congrès international à Pavie, il est remarqué par le futur successeur de Louis Pasteur, Emile Duclaux. Le syracusain est donc invité à s'installer à Paris en 1900, après avoir reçu une offre d'emploi à l'Institut Pasteur. Une fois arrivé dans la capitale française, Malfitano se consacre initialement à la microbiologie, publiant les résultats de ses recherches: Protéase de l'aspergillus niger (1900), Influence de l'oxygène sur la protéolyse en présence de chloroforme (1902) et Bactéricidie charbonneuse (1904). À partir de 1905, cependant, le scientifique italien décida de reprendre des études de chimie pure, un domaine d'investigation scientifique qui le rendit définitivement célèbre. Ses études sur la chimie colloïdale sont venues démontrer la nature électrochimique des micelles et il a réussi à mesurer la conductivité électrique des colloïdes avec une précision remarquable. Dans la pratique, Malfitano a développé les ultrafiltres, nécessaires aux études théoriques sur les colloïdes. En 1908, le scientifique syracusain est devenu le directeur d'un laboratoire de chimie à l'Institut Pasteur, poste qu'il a occupé jusqu'en 1913.
Les travaux de Giovanni Malfitano ont cessé pendant la Première Guerre mondiale. À la fin de celle-ci, le scientifique épouse Véra, une étudiante de nationalité russe. 
Immédiatement après le grand conflit, a commencé l'élaboration de la doctrine la plus connue du chimiste syracusain, à savoir la théorie des complexités croissantes, un concept à la lumière duquel Malfitano a étudié non seulement les micelles, mais plusieurs autres questions générales. En 1927, il publie Complexité et micelles, et en 1934 Les composés micellaires selon la notion de complexité croissante. Les conclusions de Malfitano n'ont pas été acceptées immédiatement, mais les expériences du prix Nobel Theodor Svedberg ont prouvé l'exactitude des intuitions de Malfitano.

### La théorie des complexités croissantes
Dans les années 1920, Malfitano a développé une théorie qui tentait d'expliquer la matière en examinant les différents niveaux atomiques et moléculaires qui la caractérisent structurellement. Selon le scientifique de Syracuse, la matière peut être divisée en atomes, molécules, plurimolécules (polymères et complexes) et micelles. Dans chacune des classes mentionnées, trois types d'unités matérielles peuvent être distingués: ionique, polaire et ionopolaire.

### La philosophie des quatre complexes et la géométrie supérieure
L'analyse menée sur la question a été étendue dans le domaine sociologique par Malfitano, qui a tenté de ramener la complexité socio-anthropologique à la complexité atomique. Les quatre ordres de complexes qui composent le monde sont donc selon lui: les complexes matériels (niveau atomique et moléculaire), les complexes biologiques (niveau histologique et cytologique), les complexes sociaux (être humain) et au sommet d'une pyramide hypothétique les complexes idéologiques (idéation, connaissance et croyances).
La dernière étape de la spéculation philosophique de Malfitano a été le concept de géométrie supérieure, une harmonie équilibrée et symétrique qui domine les événements et la matière, une variable fondamentale et en même temps éphémère de l'existence, un concept qui représente la liberté. En dernière analyse, la tâche du scientifique était donc de comprendre les lois de l'ordre et de l'harmonie du cosmos et de préserver sa beauté et son équilibre.

### Maladie et mort
Le scientifique syracusain, qui revenait souvent en Sicile même pour de courtes périodes, a dû renoncer à cette habitude. L'aggravation de sa maladie, une cécité qui l'a progressivement privé de la vue, ainsi que ses convictions antifascistes, ne lui ont plus permis de revoir sa ville natale, dès la fin des années 1930.
Giovanni Malfitano est décédé le 6 avril 1941 dans le logement qui lui avait été attribué par l'Institut Pasteur, où il avait passé la majeure partie de sa vie.

## Compléments
- Giovanni Malfitano a publié ses croyances philosophiques en utilisant le pseudonyme Aporema, un terme qui indique l'impossibilité d'obtenir une réponse précise dans l'étude d'un problème.
- Malfitano a été le premier à introduire la mode de boire du lait aigre à Syracuse, ce qu'on appelle généralement le yaourt, comme cela était déjà fréquent dans la capitale française.
- Lors d'une tempête subie en mer en décembre 1855, Carmelo Malfitano a fait vœu à Sainte-Lucie, la patronne syracusaine, d'épouser une orpheline s'il réussissait à retourner en toute sécurité sur le continent. Carmelo s'est marié pour cette raison le 16 décembre 1855 avec Santa Veneziano, orpheline de ses deux parents âgée de 16 ans. De cette union est né Giovanni.

## Publications
- Les composés micellaires selon la notion de complexité croissante en chimie, avec M. Catoire, préface de Paul Langevin, Paris, Hermann, 1934.
- Les grandeurs des unités micellaires et leurs variations en raison géométrique, préface de Georges Urbain, Paris, Hermann, 1934.
- La Chimie colloïdale sous son aspect le plus cohérent, avec Antonin Honnelaitre, Paris, Doin, 1935.
- Introduction à la chimie micellaire, les composés micellaires minéraux et minéralogiques, avec M. Catoire, préface de Jacques Duclaux, Paris, Hermann, 1936.
- Introduction à la chimie micellaire, les composés micellaires organiques et biologiques, avec M. Catoire, préface de Jacques Duclaux, Paris, Hermann, 1936.